# Lista najwyższych budynków w Fort Worth
Fort Worth – miasto w Stanach Zjednoczonych, w stanie Teksas.

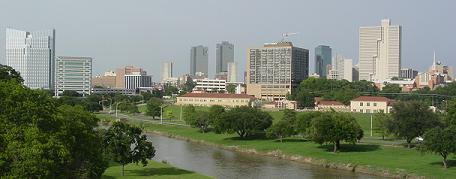
Panorama Fort Worth

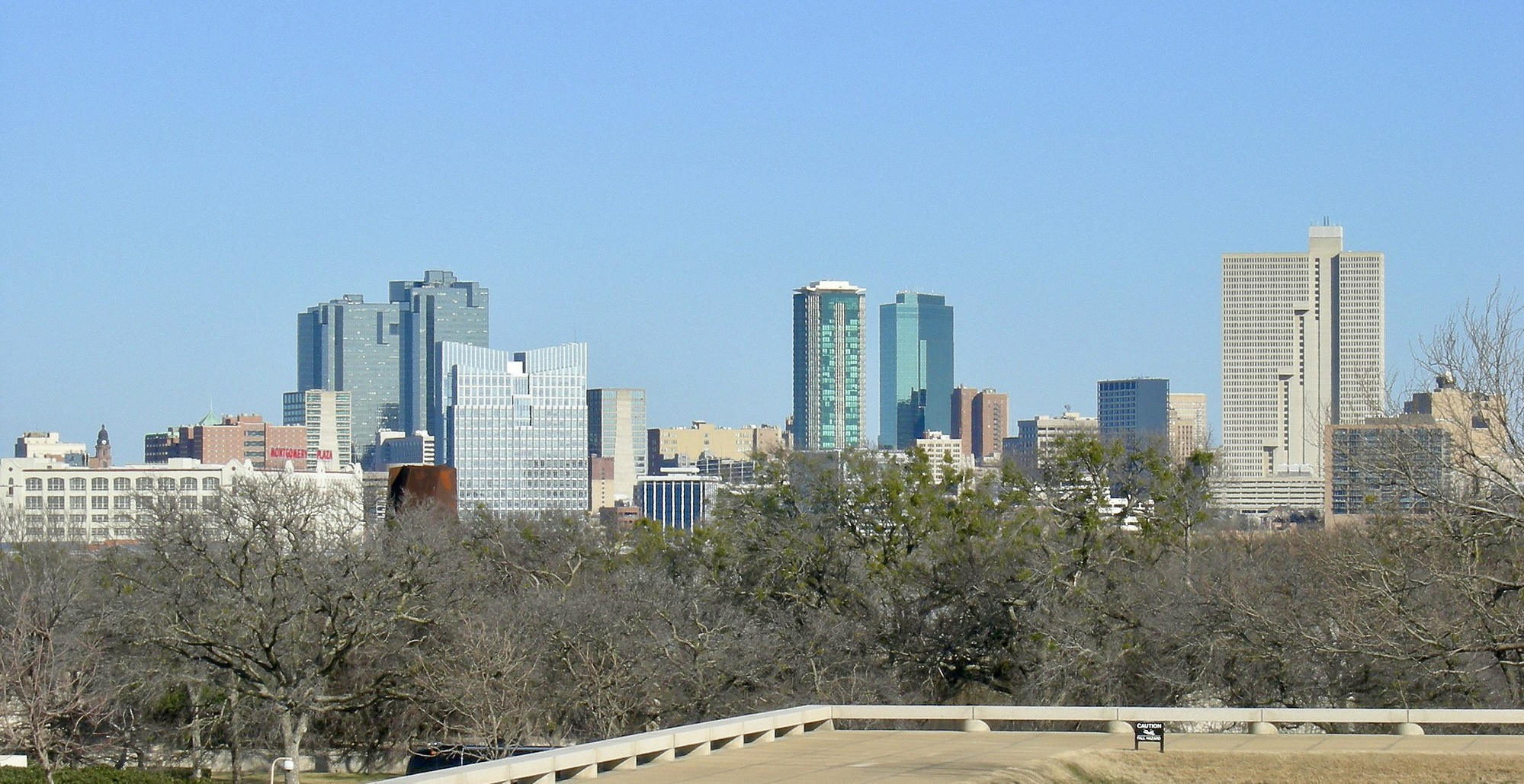
Centrum miasta

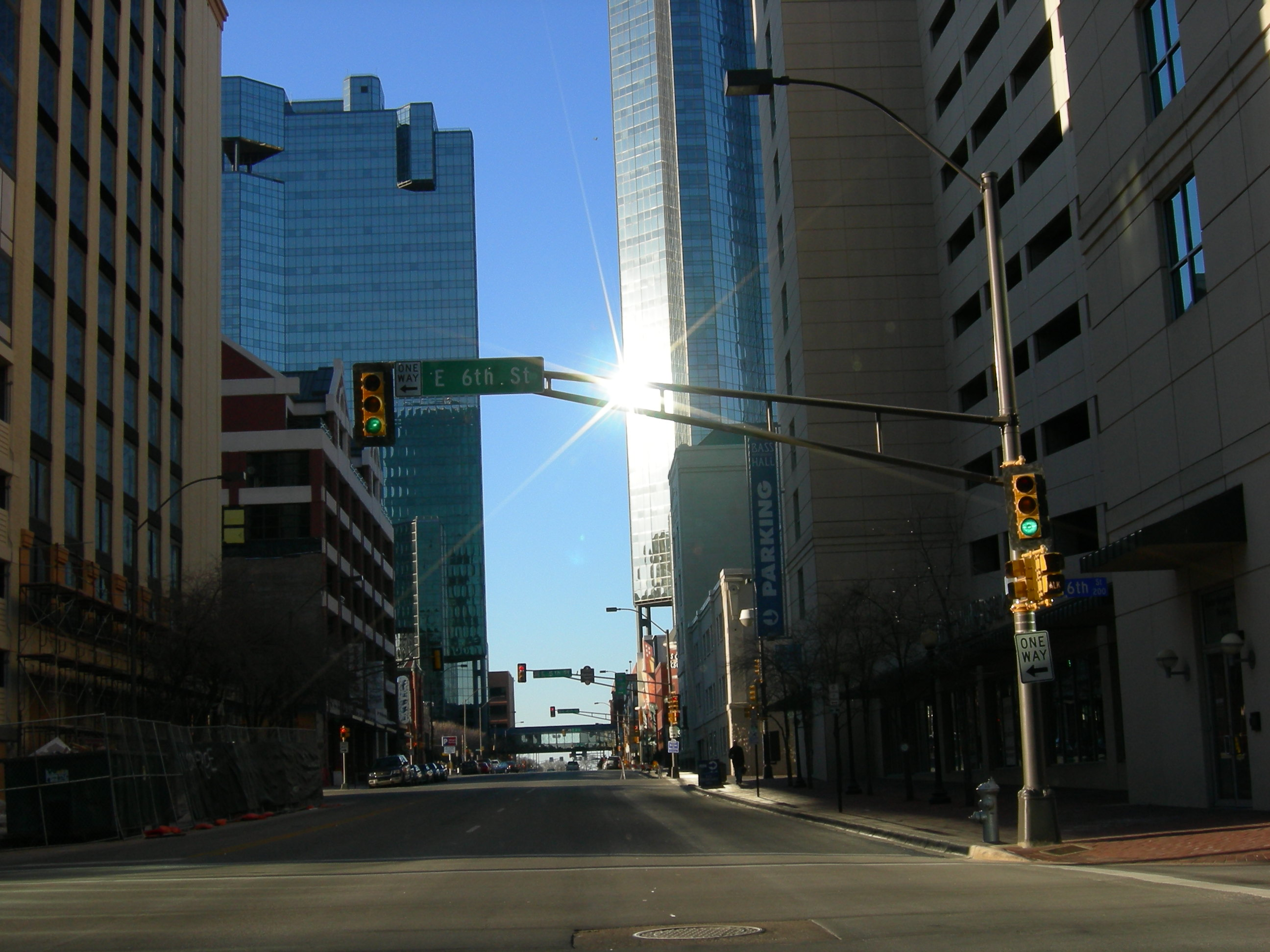
Ulica w centrum Fort Worth

## 10 najwyższych budynków
| Ranking | Budynek                              | Wysokość strukturalna | Liczba pięter | Rok budowy |
| ------- | ------------------------------------ | --------------------- | ------------- | ---------- |
| 1.      | Burnett Plaza                        | 172,7 m               | 40            | 1983       |
| 2.      | D.R. Horton Tower                    | 167,0 m               | 38            | 1984       |
| 3.      | Carter+Burgess Plaza                 | 160,0 m               | 40            | 1983       |
| 4.      | The Tower                            | 148,7 m               | 35            | 1974       |
| 5.      | Wells Fargo Tower                    | 145,0 m               | 33            | 1982       |
| 6.      | Pier 1 Place                         | 98,8 m                | 20            | 2004       |
| 7.      | 714 Main                             | 93,6 m                | 24            | 1921       |
| 8.      | 500 West 7th                         | 91,4 m                | 21            | 1961       |
| 9.      | Southwestern Bell Telephone Building | 90,0 m                | 17            | 1958       |
| 10.     | Blackstone Hotel                     | 81,7 m                | 20            | 1929       |

Źródło: xn--meb.pisz.pl.

## Wyburzone (>100 m)
| Ranking | Budynek        | Wysokość strukturalna | Liczba pięter | Rok budowy | Rok wyburzenia |
| ------- | -------------- | --------------------- | ------------- | ---------- | -------------- |
| 1.      | Landmark Tower | 128 m                 | 30            | 1957       |                |

Źródło: xn--meb.pisz.pl.